# Guy Vasseur
Pour les articles homonymes, voir Vasseur.
Guy Vasseur, né le 24 décembre 1949 à Sambin (Loir-et-Cher), est un syndicaliste agricole français. Il préside, du 28 janvier 2010, l’Assemblée permanente des Chambres d’agriculture, l'assemblée des 114 chambres d'agricultures départementales et régionales de France, et a été réélu à sa tête le 20 mars 2013, jusqu'en novembre 2016. En 2020, il est élu maire de Sambin.

## Biographie
Guy Vasseur s’installe comme agriculteur en 1973 au cœur de la Sologne viticole, sur une structure familiale de 60 ha de polyculture-élevage, qu’il développe pour diriger, avec un salarié, une exploitation de 120 ha de céréales (blé, blé dur et millet) et oléagineux. Il prend sa retraite le 1er décembre 2016.

### Syndicalisme
Dès son installation, en 1973, Guy Vasseur adhère aux Jeunes agriculteurs de Loir-et-Cher. Il en devient président départemental en 1978, président régional en 1980, et responsable des questions européennes et internationales au Cercle national des jeunes agriculteurs (CNJA) entre 1980 et 1986. Il participe alors au Comité des organisations professionnelles agricoles (COPA) de l'Union européenne à Bruxelles. Il y préside le groupe de travail Jeunesse rurale de la Confédération européenne d'agriculture (CEA).  
Il est vice-président de la Fédération nationale des syndicats d'exploitants agricoles (FDSEA) de Loir-et-Cher de 1994 à 2008.
Au-delà du syndicalisme agricole Guy Vasseur exerce également nombre de responsabilités au sein des coopératives, des organisations professionnelles agricoles et des collectivités locales. Il est ainsi vice-président de la coopérative Franciade de 1991 à 1997 et vice-président du Forum de l'agriculture raisonnée respectueuse de l'environnement (FARRE).

### Chambres d'agriculture
Il s'engage très tôt dans le réseau Chambres d'agriculture. Il est élu en 1989, à 39 ans, président de la Chambre régionale d'agriculture du Centre, et en 1994 président de la Chambre départementale d'agriculture de Loir-et-Cher. 
Il intègre le Bureau de l'Assemblée permanente des chambres d'agriculture (APCA) en 1995 et devient président de la Commission Environnement de l'APCA. Il travaille à faire accepter la Loi sur l'eau et les milieux aquatiques du 30 décembre 2006.En 2007 il prend la  la tête de la Commission Économie et est nommé vice-président de l'APCA. Il va alors gérer le dossier de la Politique agricole commune de l'Union éuropéenne, qui concerne en 2007 un budget de 8 milliards d'euros pour la France. 
Le 28 janvier 2010, il succède à la tête de l’Assemblée permanente des Chambres d’agriculture (APCA) à Luc Guyau,, qui quitte ses fonctions pour se consacrer à la Présidence indépendante du conseil de la Organisation des Nations unies pour l'alimentation et l'agriculture (FAO).
Il est, en 2012, membre de la Commission temporaire sur le Grenelle de l'environnement.  
En 2013, il est élu vice-président de la section Affaires européennes et internationales du Conseil économique, social et environnemental (CESE) (France). Il est rapporteur, avec Bernard Guirkinger, d'un avis Au cœur du G20 : une nouvelle dynamique pour le progrès économique, social et environnemental. 
Il démissionne de l'APCA en novembre 2016, Claude Cochonneau lui succède.
En 2017, pour défendre le maintien du budget de la Politique agricole commune de l'Union européenne, il rejoint l'équipe de campagne de François Fillon, où il est le seul membre « hors politique » du groupe ruralité.

### Responsabilités politiques
- Conseiller régional du Centre de 1992 à 2010
- Conseiller général de Loir-et-Cher de 2001 à 2008
- Conseiller municipal de Sambin de 1977 à 1995
- En 2020, il est élu maire de Sambin à la tête de l'unique liste présente pour l'élection[13].

## Honneurs
En 2003, il est fait Chevalier de l'Ordre national du Mérite mais ne reçoit officiellement les insignes qu'en 2017.